# Gaje (rejon lwowski)
Gaje (ukr. Гаї, Haji) – wieś na Ukrainie, w obwodzie lwowskim, w rejonie lwowskim, w hromadzie Dawidów.

## Demografia
- 1900 – 1471 grekokatolików, 44 rzymskich katolików, 33 żydów[1]
- 2024 – 382[2]